# Edward Tomaszewicz
Edward Tomaszewicz (lit. Edvard Tomaševič; * 20. Januar 1952, in Dėdoniškių (polnisch Dziedaniszki), Rajongemeinde Vilnius) ist ein litauischer Politiker.

## Leben
1979 absolvierte er das Diplomstudium der Agronomie am Institut der Landwirtschaft in Leningrad. Von 1970 bis 1971 arbeitete er im Kolchos bei Vilnius. Von 1971 bis 1973 leistete er den Sowjetarmeedienst. Von 1974 bis 1977 arbeitete er als Oberagronom, von 1977 bis 1978 als stellvertretender Vorsitzender und von 1978 bis 1990 als Vorsitzender des Kolchoses. Von 1990 bis 1992 war er Deputierter im Seimas. Ab 1992 arbeitete er als Direktor von Žemės ūkio bendrovė in Mickūnai. Von 1995 bis 1998 und von 2003 bis 2007 war er Mitglied im Rat der Rajongemeinde Vilnius.